# Arthur Endrèze
Arthur Endrèze (Chicago, 28 novembre 1893 – Chicago, 15 aprile 1975) è stato un baritono statunitense che godette di una carriera popolare a Parigi e cantò in molte anteprime. La sua voce è stata descritta come "calda, lirica" e "ben adatta al repertorio francese".

## Biografia

### Primi anni e formazione
Nato Arthur E Kraeckmann, studiò agronomia all'Università dell'Università dell'Illinois a Chicago e cantava per piacere nel suo tempo libero.
Giunse all'attenzione del direttore d'orchestra Walter Damrosch che gli consigliò di andare in Francia per migliorare il suo canto; lo fece, iscrivendosi al conservatorio americano di Fontainebleau, dove studiò sotto Jean de Reszke.

### Debutto
Endrèze fece il suo debutto nel 1925 a Nizza nel ruolo di Don Giovanni, in seguito con Hamlet, e continuò a cantare nelle stagioni a Deauville.
A Parigi fece il suo debutto il 4 ottobre 1928 in Le roi d'Ys come Karnac, e cantò ruoli in Madama Butterfly (Sharpless), La traviata (Orbel), Tosca (Scarpia) e la ripresa di Le rêve (Hautecœur) nel 1939.
La sua prima apparizione all'Opéra national de Paris il 12 settembre 1929 fu come Valentin nel Faust. Dal 1930 al 1946 tra i suoi ruoli c'erano il Sommo Sacerdote in Samson et Dalila, Nevers ne Gli ugonotti, Telramund in Lohengrin, Kurwenal in Tristano e Isotta, il ruolo del protagonista nel Rigoletto, Iago in Otello, Amonasro in Aida, Athanaël in Thaïs, Hérode in Hérodiade, il ruolo da protagonista in Hamlet, Capuleti e Mercuzio in Roméo et Juliette, Pollux in Castor et Pollux e Jacob in Joseph.
Endrèze creò il ruolo di protagonista in Guercœur nel 1931, il Consigliere Herzfeld in Maximilien nel 1932, il Principe d'Antiochia in Un jardin sur l'Oronte nel 1932, il Principe di Metternich in L'Aiglon nel 1937 (Monte Carlo e Parigi) e il Conte Mosca in La Chartreuse de Parme nel 1939.

### Vita privata
Sposò Jeanne Krieger-Beligne, Chef de chant all'Opéra. Arrestato dai tedeschi nel 1940, riuscì a tornare negli Stati Uniti, ma rientrò in Francia dopo la guerra e dopo essersi ritirato dal palcoscenico si dedicò all'insegnamento.

## Registrazioni
Cantò Scarpia nella registrazione in studio del 1932 di ampi estratti  di Tosca in francese con l'orchestra e coro dell'Opéra-Comique di Parigi diretti da Gustave Cloëz e con Ninon Vallin nel ruolo della protagonista, per la Odeon. Con lo stesso direttore e compagnia cantò Alfio in Cavalleria rusticana. Ha anche registrato singole arie e melodie. Una serie descritta come comprendente le sue registrazioni "complete" è stata pubblicata dalla Marston Records nel 2013.